# Martakert (Provinz)

Lage Martakerts in der Republik Arzach, Gebietsstand 1994 bis 2020

Martakert (armenisch Մարտակերտ, russisch Мардакерт, Mardakert) war eine Provinz im Norden der de facto von Aserbaidschan unabhängigen Republik Arzach in Bergkarabach. Verwaltungssitz war die Stadt Martakert (Mardakert) und das Gebiet umfasste in etwa den Norden des ehemaligen Autonomen Gebiets Bergkarabach und entspricht weitgehend dessen ehemaligen Rajon Martakert. Aserbaidschan kontrolliert das Gebiet seit einer Offensive 2023 wieder vollständig, womit die Provinz nicht mehr besteht. Die Regierung in Baku hat das Gebiet bereits in den 1990er Jahren auf die Bezirke Kəlbəcər, Tərtər und Ağdam aufgeteilt. 

## Geografie

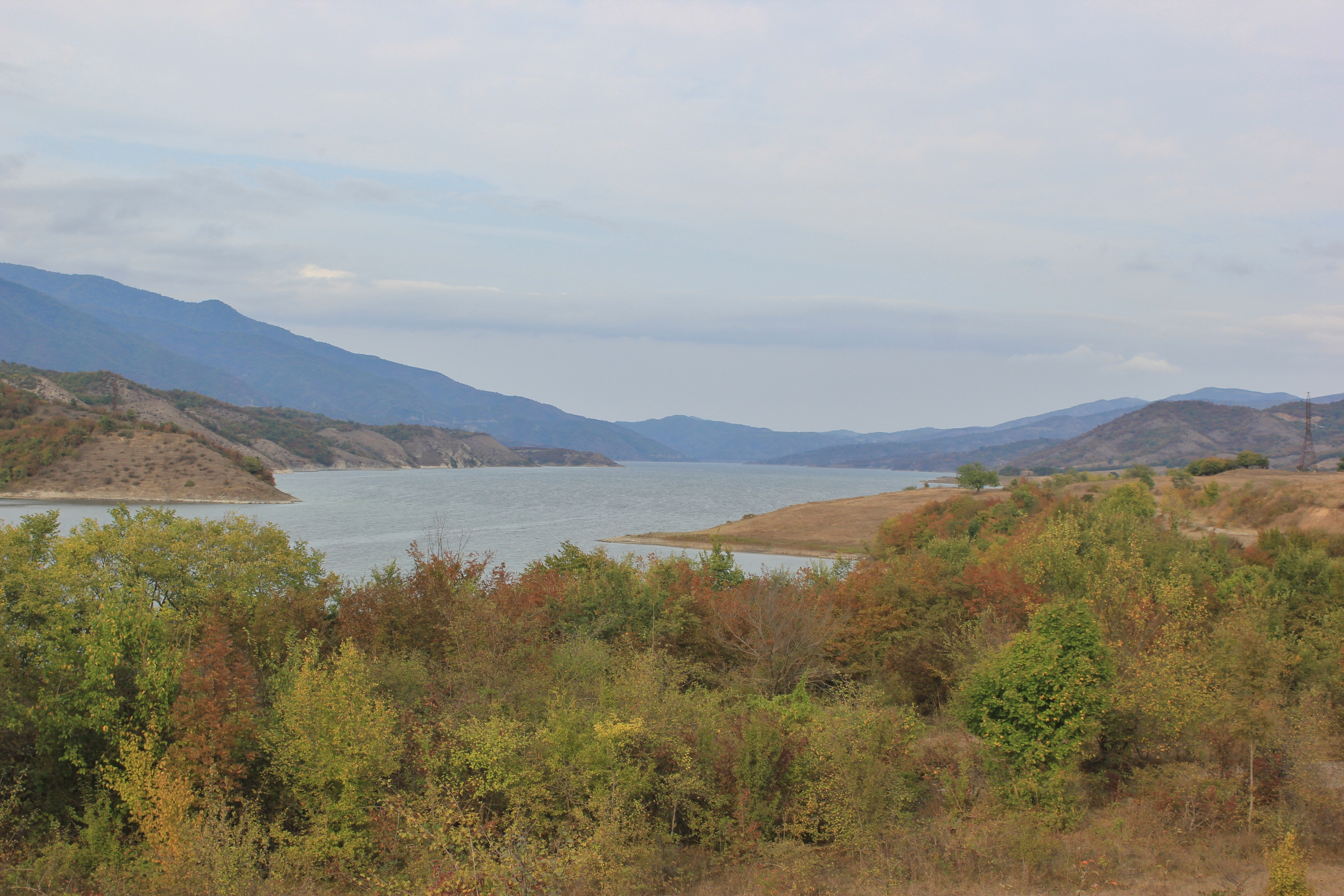
Sarsang-Stausee

Die Provinz hatte 2015 eine Fläche von 1.795 km² liegt im Norden der Republik Arzach sowie der ehemaligen Autonomen Gebiets Bergkarabach, aus dem Arzach hervorgegangen ist. Sie entspricht weitgehend dessen Rajon Martakert (kurzzeitig auch Rajon Ağdərə). Einige kleinere Gebiete im Westen und Süden, in den aserbaidschanischen Rayon Kəlbəcər und Ağdam, wurden nach deren Besetzung im Krig bis 1994 der Provinz angegliedert. Im Süden grenzten die Provinzen Askeran und Kaschatagh an, beziehungsweise die aserbaidschanischen Bezirke Xocalı und Laçın. Im Westen befindet sich der Bezirk Kəlbəcər und im Norden Goranboy, dessen südlicher Teil zusammen Kəlbəcər von Arzach als Provinz Schahumjan zusammengelegt wurde. Im Osten liegt der aserbaidschanische Bezirk Tərtər. Verwaltungssitz war die Stadt Martakert (Mardakert).
Die Region wird geprägt vom Tal des Tartar und dessen Seitentälern. Im Lauf des Flusses liegt auch der Sarsang-Stausee. Im Süden bildete der Fluss Chatschen die Provinzgrenze, der aus dem Karabachgebirge nach Osten in die Kura-Aras-Tiefebene fließt. Nördlich des Tartar erstreckt sich der Gebirgszug Murovdag, der die nördliche Grenze von Martakert bildete. Hier liegt mit dem Mrav-Sar (3.350 m) die höchste Erhebung der Provinz.

## Geschichte

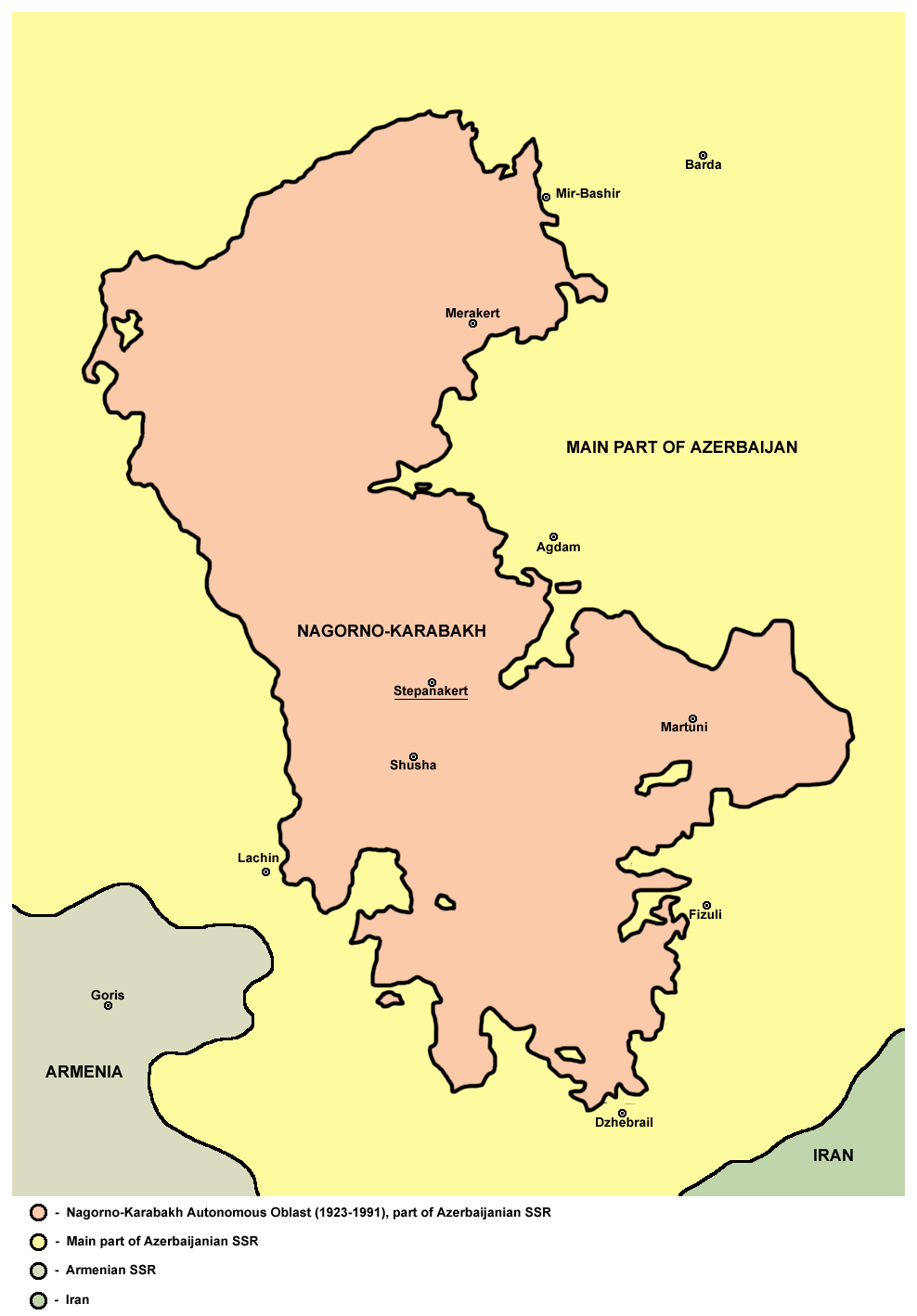
Die Verwaltungseinheit Rajon Martakert, Vorgänger der Provinz Martakert, im Norden der Autonomen Oblast Bergkarabach

Das Gebiet im Norden der Region Bergkarabach war im Laufe seiner Geschichte Teil vieler armenischer Herrschaftsgebiete und stand seit dem 7. Jahrhundert häufig unter der Vorherrschaft islamischer Staaten. Schließlich war es Kerngebiet des Meliktums Dschraberd – einem der Fünf Fürstentümer von Karabach – mit Sitz in Dschraberd. Es wurde im 18. Jahrhundert in das Khanat Karabach eingegliedert. Das Khanat wurde im 19. Jahrhundert Teil des Russischen Reiches und in diesem aufgelöst. Nach der Oktoberrevolution und der Unabhängigkeitserklärung der Staaten südlich des Kaukasus war die Region zwischen der Republik Armenien und der Republik Aserbaidschan umstritten und umkämpft. Nach Eingliederung beider Staaten in die Sowjetunion fiel das Gebiet an die Aserbaidschanische SSR, in dem es als Rajon Martakert zum Autonomen Oblast Bergkarabach gehörte. 
Nachdem sich in den 1980er Jahren der Bergkarabachkonflikt zwischen den Armeniern und Aserbaidschanern sowie der Aserbaidschanischen SSR verschärft hatten, erklärte Bergkarabach während des Zusammenbruchs der Sowjetunion 1991 die Unabhängigkeit und es kam zu einem offenen Krieg, in dem Armenien Bergkarabach unterstützte. Aserbaidschan wiederum hob die Autonomie Bergkarabachs de-jure auf und teilte das Gebiet am 13. Oktober 1992 auf die Bezirke Kəlbəcər und Tərtər auf. Von Juli 1992 bis Juli 1993 war es in aserbaidschanischer Hand, danach fast vollständig armenisch kontrolliert. Der östliche Teil der Provinz Martakert mit dem Dorf Maraga, wo am 10. April 1992 das Massaker von Maraga stattfand, blieb unter aserbaidschanischer Kontrolle und damit auch de-facto Teil des Rajon Tərtər. Die Republik Bergkarabach beziehungsweise die armenische Armee konnten sich im übrigen Gebiet der Provinz behaupten behaupten. Nach Ende des Krieges 1994 wurden der Provinz auch Teile des aserbaidschanischen Rajon Ağdam sowie Kəlbəcər angegliedert. 
Während des Krieges um Bergkarabach 2020 eroberte Aserbaidschan die Dörfer Talış und Madaghis im Nordosten sowie kleinere Gebiete im Murovdag-Gebirge. In Folge des Waffenstillstands im November 2020 wurde außerdem die Kontrolle über Ağdam und Kəlbəcər wieder an Aserbaidschan übergeben, sodass die Provinz Martakert die Verwaltung über die Gebiete in diesen Bezirken wieder verlor. Mit einer Offensive im September 2023 hat Aserbaidschan die Kontrolle über Bergkarabach vollständig zurückgewonnen und die Republik Arzach zur Kapitulation zwingen. Mit der Auflösung der Strukturen der Republik Arzach endete auch das Bestehen der Provinz Martakert. 

## Kulturgüter

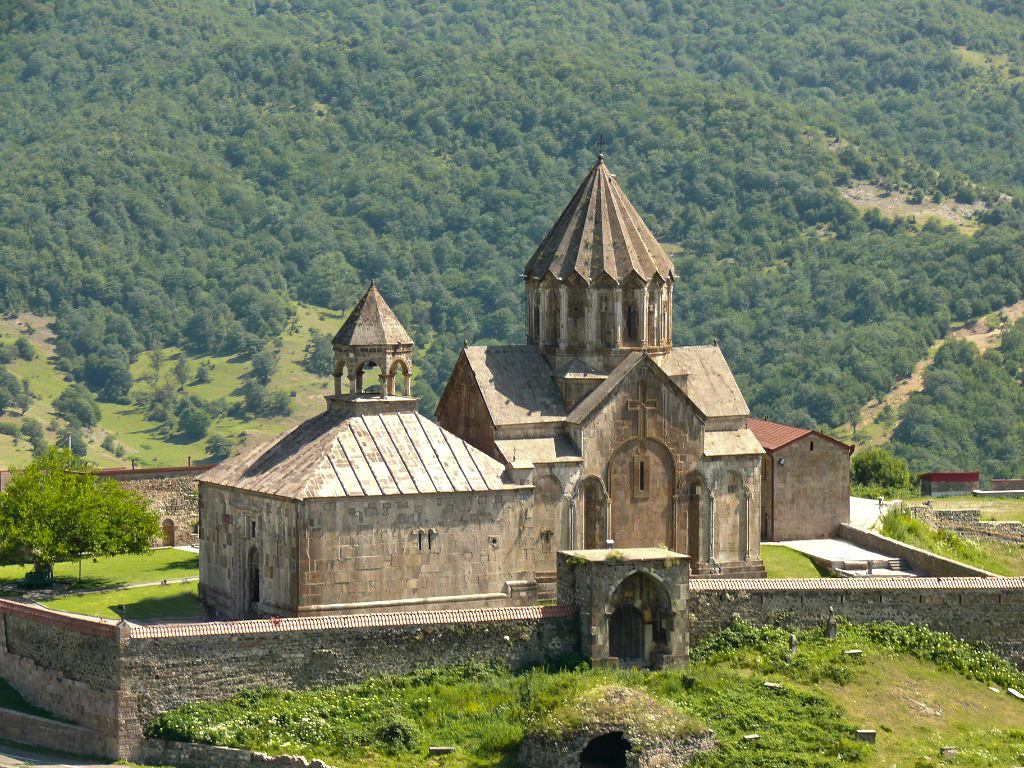
Kloster Gandsassar

In der Provinz lagen die armenischen Klöster Gandsassar (Գանձասար, Gandzasar), Jeriz Mankanz (Երից Մանկանց Վանք, Yerits Mankants), Wankassar und Jegische Arakjal (Եղիշէ Առաքեալի վանք, Yeghishe Arakyal). Darüber hinaus liegt im Süden die archäologische Fundstätte der antiken Stadt Tigranakert. Diese kam 2020 unter die Kontrolle von Aserbaidschan, in dessen Bezirk Ağdam sie liegt. 

## Ortschaften und Einwohner
Die Provinz hatte 2005 18.963 Einwohner. 2015 waren es etwa 19.900 Einwohner, davon 4.600 in Städten und 15.300 auf dem Land, verteilt auf eine Stadt und 42 ländliche Gemeinden. Durch den Verlust der Gebiete im Norden und Süden sowie Flucht in Folge des Krieges 2020 sind die Einwohnerzahlen zurückgegangen, ehe 2023 nach Kapitulation der Republik Arzach fast alle Einwohner flohen. Folgende Gemeinden waren Teil der Provinz; die kursiv geschriebenen waren bereits seit November 2020 unter aserbaidschanischer Kontrolle.
| Armenischer Name (zugeh. Ortsteile)                           | in armenischer Schrift | Aserbaidschanischer Name | Einwohner nach Zensus 2005 | Koordinaten |
| ------------------------------------------------------------- | ---------------------- | ------------------------ | -------------------------- | ----------- |
| Martakert (Dschraberd)                                        | Մարտակերտ              | Ağdərə                   | 4.325                      | Lage        |
| Nor Hajkadschur                                               | Նոր Հայկաջուր          | Boyəhmədli               | 81                         | Lage        |
| Aghbekalandsch                                                | Աղաբեկալանջ            | Ağabəyyalı               | 155                        | Lage        |
| Aradschadsor                                                  | Առաջաձոր               | Dovşanlı                 | 741                        | Lage        |
| Ajgestan                                                      | Այգեստան               | Çaylı                    | nicht enthalten            | Lage        |
| Garnakar                                                      | Գառնաքար               | Çormanlı                 | 124                        | Lage        |
| Getawan                                                       | Գետավան                | Qozlukörpü               | 278                        | Lage        |
| Drmbon                                                        | Դրմբոն                 | Heyvalı                  | 645                        | Lage        |
| Saglik                                                        | Զագլիկ                 | Zəylik                   | 200                        | Lage        |
| Sardachatsch                                                  | Զարդախաչ               | Zardaxaç                 | 125                        | Lage        |
| Talisch                                                       | Թալիշ                  | Talış                    | 581                        | Lage        |
| Tbldu                                                         | Թբլղու                 | Damğalı                  | 176                        | Lage        |
| Chnkawan                                                      | Խնկավան                | Xanqutala                | 169                        | Lage        |
| Zaghkaschen                                                   | Ծաղկաշեն               | Dəmirli                  | 137                        | Lage        |
| Zamakahogh                                                    | Ծմակահող               | Bazarkənd                | 228                        | Lage        |
| Karmirawan                                                    | Կարմիրավան             | Qızıloba                 | nicht enthalten            | Lage        |
| Kitschan                                                      | Կիչան                  | Kiçan                    | 168                        | Lage        |
| Kotschoghot                                                   | Կոճողոտ                | Yayıcı                   | 534                        | Lage        |
| Kusapat                                                       | Կուսապատ               | Qasapet                  | 276                        | Lage        |
| Haterk                                                        | Հաթերք                 | Həsənriz                 | 1.531                      | Lage        |
| Harutjunagomer                                                | Հարությունագոմեր       | Qızılqaya                | 400                        | Lage        |
| Howtaschen                                                    | Հովտաշեն               | Əliağalı                 | 246                        | Lage        |
| Tschankatagh                                                  | Ճանկաթաղ               | Canyataq                 | 272                        | Lage        |
| Madaghis (Tonaschen)                                          | Մատաղիս                | Suqovuşan                | 483                        | Lage        |
| Maghawus (Kmkadsor)                                           | Մաղավուզ               | Çardaqlı                 | 543                        | Lage        |
| Mez Schen                                                     | Մեծ Շեն                | Ulu Qarabəy              | 322                        | Lage        |
| Mehmana                                                       | Մեհմանա                |                          | 27                         | Lage        |
| Mochratagh                                                    | Մոխրաթաղ               | Kiçik Qarabəy            | 345                        | Lage        |
| Nerkin Horatagh                                               | Ներքին Հոռաթաղ         | Aşağı Oratağ             | 776                        | Lage        |
| Nor Ajgestan                                                  | Նոր Այգեստան           | Mollalar                 | 321                        | Lage        |
| Nor Karmirawan                                                | Նոր Կարմիրավան         | Papravənd                | 44                         | Lage        |
| Nor Ghasantschi                                               | Նոր Ղազանչի            | Sırxavənd                | 177                        | Lage        |
| Nor Maragha                                                   | Նոր Մարաղա             | Qızıl Kəngərli           | 349                        | Lage        |
| Nor Sejsulan                                                  |                        | Yeni Qaralar             | 138                        |             |
| Schahmasur                                                    | Շահմասուր              | Şahmansurlu              | 139                        | Lage        |
| Tschapar                                                      | Չափար                  | Çapar                    | 252                        | Lage        |
| Tschldran                                                     | Չլդրան                 | Çıldıran                 | 467                        | Lage        |
| Poghosagomer (Ghasarahogh)                                    | Պողոսագոմեր            | Dəvədaşı                 | 232                        | Lage        |
| Waghuas                                                       | Վաղուհաս               | Qozlu                    | 638                        | Lage        |
| Wank (Andsawner, Daschtaglugh, Zaghkunk, Tschrag, Nareschtar) | Վանք                   | Vəngli                   | 1.335                      | Lage        |
| Wardadsor                                                     | Վարդաձոր               | Gülyataq                 | 193                        | Lage        |
| Warnkatagh                                                    | Լուլասազ               | Lüləsaz                  | 68                         | Lage        |
| Werin Horatagh                                                | Վերին Հորաթաղ          | Yuxarı Oratağ            | 449                        | Lage        |
| Kolatak                                                       | Քոլատակ                | Kolatağ                  | 273                        | Lage        |
| Imar                                                          | Իմար                   | Kərəmli                  | nicht enthalten            | Lage        |
| Lewonarch                                                     | Լեւոնարխ               | Göyarx                   | nicht enthalten            | Lage        |
| Maragha                                                       | Մարաղա                 | Şıxarx                   | nicht enthalten            | Lage        |
| Sejsulan                                                      | Սեյսուլան              | Seysulan                 | nicht enthalten            | Lage        |
| Karte mit allen Koordinaten : OSM \| WikiMap                  |                        |                          |                            |             |